# Násznép-barlang
A Násznép-barlang Magyarország megkülönböztetetten védett barlangjai között van. A Duna–Ipoly Nemzeti Parkban lévő Naszály hegyen található. A Cserhát hegység negyedik leghosszabb barlangja. A hegység legrégebben ismert barlangja és ezért a hegység leghíresebb barlangja.

## Leírás
A Naszály északkeleti, meredek oldalában, a csúcstól keletre, körülbelül 1200 méterre, erdőben, a felhagyott Csurgó-bánya nevű kőfejtő mellett, egy függőleges sziklafalban található a bejárata. A hegy legismertebb, turisták által leggyakrabban látogatott barlangja. A bejáratához az Országos Kéktúra kék sáv jelzéséből leágazó, kék barlang jelzésű (Ω) turistaút vezet.
Triász dachsteini mészkőben kialakult, régi, inaktív, szenilis forrásbarlang, mely valószínűleg hajdan nagy aktivitással működött. Három nagy és több kisebb teremből áll. Az első terem közvetlenül a tágas, 13 méter hosszú és három méter magas bejárat után található, 15 méter hosszú, 15 méter széles és meglehetősen száraz. A terem alját vastagon borítja törmelék és barlangi eredetű agyag. A második, nagy méretű, 8×10 méteres terem alját vastag guanóréteg borítja. A harmadik terem mennyezetében lévő, felfelé tartó kürtők gömbüsthöz hasonlóan végződnek. A barlang falain máshol is gyakoriak a gömbüstös formák.
A kisebb-nagyobb oldaljáratok vörösagyaggal és törmelékkel telített végpontokban záródnak. A barlang legvégső szakasza kétfelé ágazik. A jobboldali végpont egy becseppkövesedett, hajdani patakmeder képét mutatja, ahol egy ökölnyi lyukon a folytatást sejtető nagyobb üregbe lehet bekiabálni, belesni. A baloldali, emelkedő végpontot omladék képezi, amely össze van cseppkövesedve. Az itt érezhető huzat felszíni eredete nem zárható ki. Télen a denevérek kedvelt búvóhelye. Jelenleg a belső szakaszaihoz vezető rész le van zárva. A Duna–Ipoly Nemzeti Park Igazgatóság engedélyével lehet megtekinteni a lezárt részeit. Barlangjáró alapfelszereléssel járható. Szeptember 1-jétől április 30-ig a téli álmot alvó denevérek miatt nem lehet látogatni.
Nevét régi történetek miatt kapta. Az egyik történet szerint a tatárok, egy másik történet szerint a törökök által a közeli Kosdról elüldözött násznép menekült a barlangba. Az ellenségnek a szép menyasszony kellett. Egy másik történet arról szól, hogy egy nemes földesúr fia beleszeretett egy jobbágyleányba, de a fiú apja ellenezte a házasságot és ezért a fiú és a leány a barlangba menekültek, valamint ott házasodtak össze. Ezek a történetek a környéken élők által talált, sok edénytöredék miatt keletkezhettek, amelyeket régen találtak a barlangban.
A Cserhát fokozottan védett barlangjainak nevei „N” betűvel kezdődnek, a Naszályi-víznyelőbarlangé, a Nézsai-víznyelőbarlangé és a Nincskegyelem-aknabarlangé. A Cserhát legrégebben ismert és leghíresebb barlangjának, a Násznép-barlangnak neve is „N” betűvel kezdődik.
Előfordul a barlang az irodalmában Nászné-lyuka (Pápa 1943), Násznép barlang (Polgárdy 1941), Násznép-barlangja (Bekey 1931), Násznép barlangja (Bekey 1931) és Násznép-lyuka neveken is. 1913-ban volt először Násznép-barlangnak nevezve a barlang az irodalmában, Kadić Ottokár publikációjában.

## Kutatástörténet
Nagy méretű bejárata miatt az őskorban is ismert volt. A kincsásók többször kutattak benne, mert azt hitték, hogy a 18. században ezen a vidéken is garázdálkodó, hírhedt Ilcsik és Jánosik rablók ide rejtették el kincseiket. Valószínűleg ez a barlang lett leírva Fényes Elek 1851-ben megjelent könyvében. A leírás szerint a Naszály hegy tetején levő barlang, amelyből forrás ered. Az 1859-ben kiadott, Rege kunyhója című könyvben Násznép-lyuk, vagy a templommá lett barlang címen van ismertetve a barlang mondája.
A barlangban, 1912-ben Majer István által vezetve, Csáky Károly támogatásával és Bekey Imre Gábor javaslatára, az 1910-es évek végén ásatásokat végeztek, amelyekről Kadić Ottokár számolt be. A próbaásatások során az első teremben ősállatok csontjait, valamint kőkorszaki és bronzkori edénytöredékeket találtak. A Váci Múzeumnak adott leletek elvesztek, így a kormeghatározás nem ellenőrizhető. A Turisták Lapja 1921. évi évfolyamában publikálva lett, hogy Kadić Ottokár beszámolt a Naszály hegy K-i lejtőjén, a főváros környékén található barlang kutatásáról az 1919. évi Barlangkutatásban.
A Turisták Lapja 1931. évi évfolyamában megjelent, Bekey Imre Gábor által írt tanulmány szerint a Vác feletti Naszály hegyen lévő többtermes és guanóval teli barlangot Bekey Imre Gábor javaslatára ásta ki dr. Mayer, de az ásatásnak kevés eredménye volt. Az 1931-ben napvilágot látott, Természetvédelem és a természeti emlékek című könyvben az olvasható, hogy a Naszály hegy ÉK-i oldalán nyíló barlangban végzett próbaásatáskor az alluviális humusztakaróban recens emlőscsontokat és cseréptöredékeket találtak. Az alatta található diluviális rétegben nem voltak leletek. A barlang kutatását Csáky Károly pénzadománya tette lehetővé.
Az 1932-ben kiadott, Az Aggteleki cseppkőbarlang és környéke című könyvben, a Cserhát hegység barlangjairól szóló részben szó van arról, hogy Kosd határában, a Naszály hegy K-i végének É-i lejtőjén, a Csurgó bánya nevű kőfejtő mellett, 510 m tszf. magasságban van a Násznép-barlang bejárata. Egy meglehetősen nagy külső, egy nagy belső és kisebb hátulsó üregből áll. Kevés eredménye volt a barlangban végzett ásatásnak. Az ismertetés 2 publikáció alapján lett írva. Véghelyi Lajos 1932-ben foglalkozott a barlang denevérfaunájával. Az 1932-ben napvilágot látott, Természetvédelem és a természeti emlékek című könyvben meg van ismételve a könyv 1931. évi kiadásának Násznép-barlangot tárgyaló része.
A Magyar Turista Egyesület Váci Osztálya 1934-ben készített egy utat a barlanghoz. Az 1941-ben megjelent, Magyar turista lexikon című könyvben külön szócikke van a barlangnak és a Naszály hegy szócikkében említve van a barlang. A könyv szerint a Naszály hegy K-i végének É-i részén, a hegy oldalában, kb. 510 m tengerszint feletti magasságban van a barlang. Bejárata 2 m széles. A barlang három fő részből áll. Az első nagy termet egy felfelé haladó, keskeny folyosó köti össze a második teremmel, amelynek D-i részéből egy szűk, alig 0,5 m széles, 10 m hosszú folyosón át, hason csúszva lehet a harmadik, kupola alakú, kb. 20 m magas toronyba jutni. Az ásatásokkor az első teremben medve és őstulok csontokat, valamint bronzkori és hallstatti edénytöredékeket találtak. A hagyomány szerint a török időben a közeli Kosdról ide menekült egy násznép és innen ered a barlang neve.

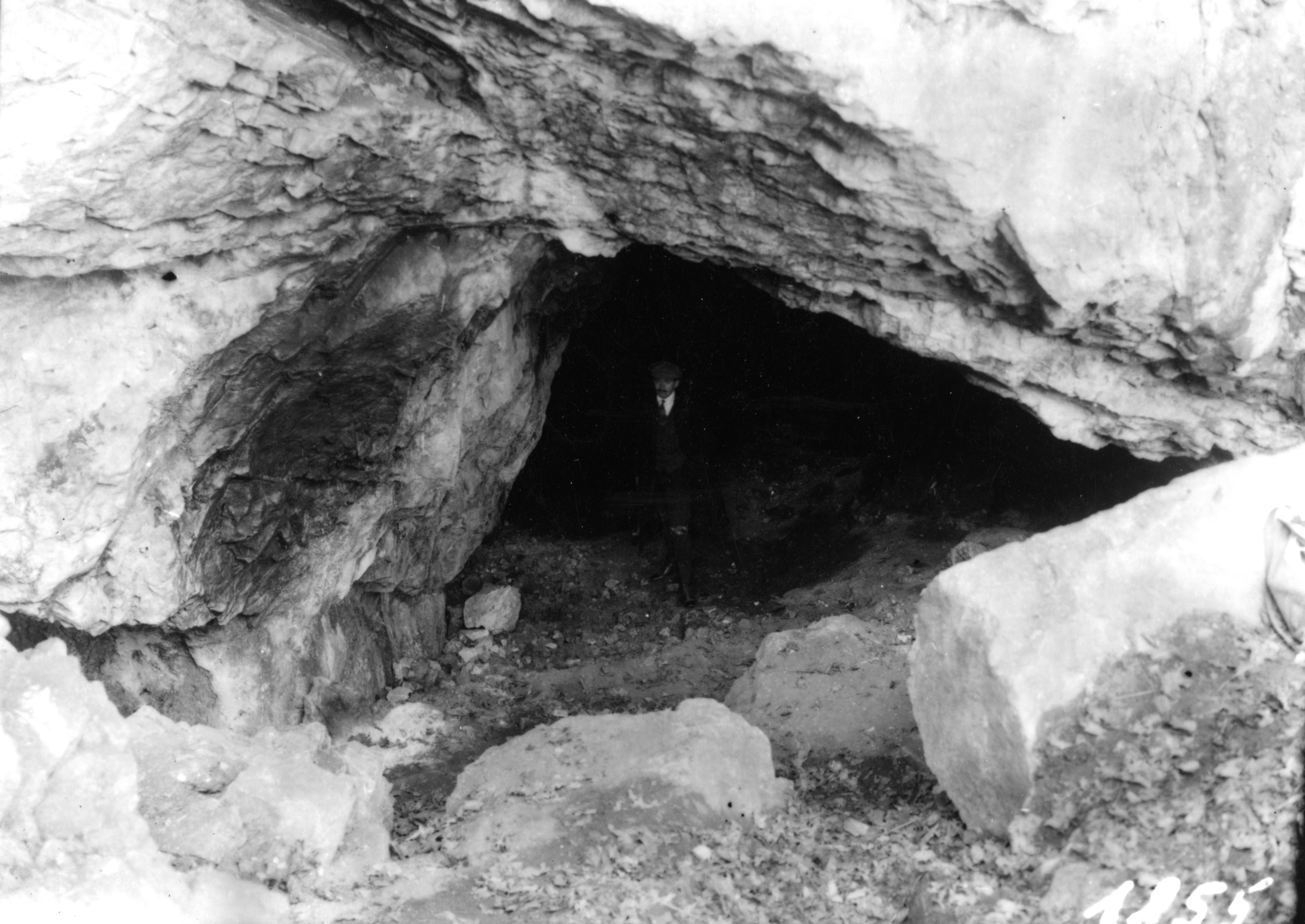
A Násznép-barlang bejárata Bekey Imre Gábor fényképén

Kerekes József 1942-ben végzett morfológiai vizsgálatokat az üregben. Az 1943. évi Barlangvilágban napvilágot látott, Pápa Miklós által írt tanulmány szerint közelebb van a Násznép-barlang Budapesthez, mint a Szelim-lyuk. Vác felett, a Naszály hegy oldalában van a Násznép-barlang, amelynek népies neve Nászné-lyuka. A hagyomány úgy tartja, hogy azért kapta ezt a nevet, mert egy násznép a közeli Kosdról ide menekült a törökök elől. Egy másik monda szerint, egy nemes földesúr egy jobbágyleányt szeretett és a haragos apa elől menekülve itt tartotta meg az esküvőt. Sokszor kutatták kincskeresők a barlangot, mert állítólag a 18. században, a környéken garázdálkodó Jánusik és Ilcsik nevű hírhedt rablók itt rejtették el kincseiket. Az Országjárás 1942. évi évfolyamában az olvasható, hogy a Naszály hegynek két olyan barlangja van, melyek említésre méltóak. Az egyik a csúcs közelében (a kilátótorony mellett) található. A másik pedig az előzőtől nem messze, a K-i oldalon van. Az egyik valószínűleg a Násznép-barlang. Gánti Tibor az 1950-es években foglalkozott a barlanggal. Ekkor elkészítette a barlang leírását és térképvázlatát, valamint a barlang keletkezésével kapcsolatban állást foglalt.
Az 1957-ben kiadott, Cserhát útikalauz című könyvben részletesen le van írva és több oldalon meg van említve neve, valamint az egyik térképen be van jelölve helye. A könyv szerint a Cserhát hegység egyik említésre méltó karsztjelensége a Naszály hegy É-i oldalán található Násznép-barlang, amely csak egy nagyobb sziklaüreg. A Cserhát hegységben csak a Naszály hegy csoportjában találhatók kis barlangok, amelyek közül a Násznép-barlang a legnagyobb. A Naszály hegy K-i gerincének É-i oldalán, kb. 510 m tengerszint feletti magasságban, az elhagyott Csurgó-bánya kőfejtő mellett nyílik. Az Országos Kéktúra útvonaláról egy kis ösvényen, kb. 20 m-t leereszkedve érhető el a barlangbejárat. A barlangtól Ny-ra vezető ösvény mellett van a Sárkánylyuk-barlang. A néphagyomány szerint azért ez a neve, mert egy násznép a közeli Kosdról ide bújt a törökök elől. Egy másik történet szerint egy jobbágyleányt szeretett egy földesúr fia és a dühös apa elől elmenekülve, itt volt az esküvő. 1912-ben próbaásatásokat végeztek benne.
Az ásatások során csontmaradványok, például medve és őstulok csontok, valamint újkőkorszaki, bronzkori és hallstatti edénytöredékek kerültek elő. Egy tektonikus repedés mentén jött létre, amelyen át a csapadékvíz kezdte el a romboló és alakító munkát, amelyet a korrózió, azaz a szén-dioxid tartalmú, meszet oldó víz is nagyon segített. Korróziós és eróziós eredetű barlang. Három fő részből áll a két méter széles bejáratú barlang. Az első, 16×14×12 m-es termet egy meredeken felfelé tartó, keskeny folyosó összeköti a denevérlakta, 10×8×10 m-es, második teremmel. A terem D-i részéből egy kb. 10 m hosszú, szűk, alig 0,5 m széles és magas, guanós folyosón hason csúszva lehet eljutni a harmadik, 7×6 m-es, kúp alakú, kürtőszerű toronyterembe. A terem elliptikus alapú, kb. 15–20 m magas, vízszintesen és egyenletesen majdnem tiszta, feketésbarna földdel feltöltött. A terem DK-i irányában egy 3–4 m magas, alig 0,5 m széles, tág repedés fut kb. 8 m hosszan, ahol egy vízszintes és egy emelkedő hasadékkal elágazva ér véget.

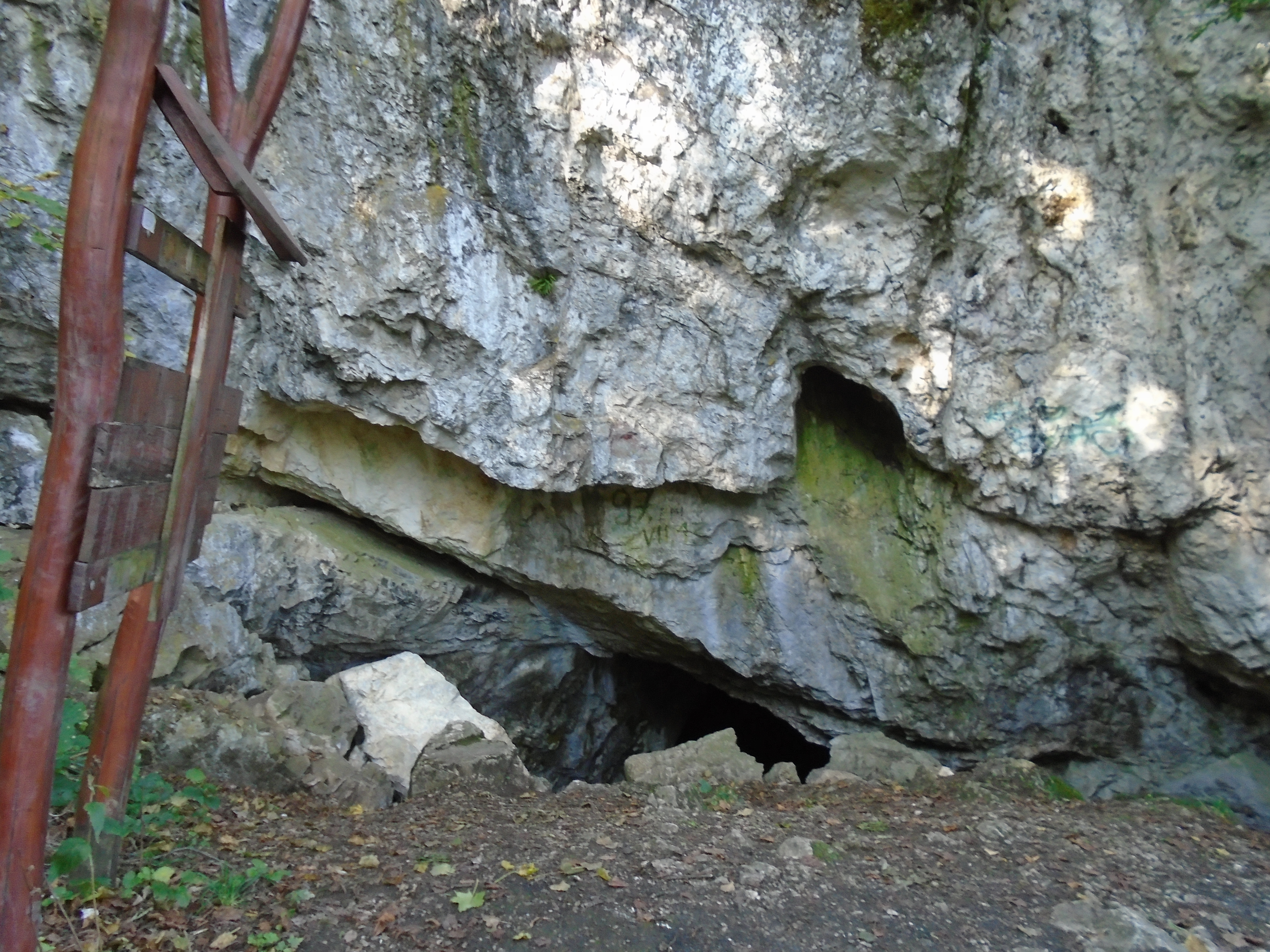
A Násznép-barlang bejárata

Az 1964-ben napvilágot látott, Az országos kék-túra útvonala mentén című könyvben az van írva, hogy a Naszály hegy oldalának É-i lejtőjén nyíló barlanghoz egy kis csapás ereszkedik le. Sajnos, a Cserhát hegységben nem alakított ki a természet különösebb természeti érdekességeket és ezért a kék túra Cserhát hegységi útvonalán sincsenek ilyenek. Csak a Naszály hegy tömbjében, az útvonal mellett lévő Násznép-barlang tekinthető annak, amely nevét állítólag a törökök elől a barlangba bújt, esküvői társaság miatt kapta. A Násznép-barlanghoz közel található a kis Sárkánylyuk-barlang.
Az 1970-ben megjelent Cserhát turistakalauz szerint kb. 60 m hosszú a barlang. A kiadványban részletesen le van írva az üreg, és néhány oldalon meg van említve a barlang neve. A kiadványhoz mellékelt, a barlang helyét jelölő térképen látszik a barlang földrajzi elhelyezkedése. 1976-ban vált országos jelentőségű barlanggá az 5200-as (Cserehát, Mátra) barlangkataszteri területen lévő, váci Násznép-barlang. Az 1976-ban befejezett, Magyarország barlangleltára című kézirat szerint a Násznép barlang a Cserhát hegységben, a Naszály hegyen, Kosdon helyezkedik el. A hegy főcsúcsától K-re kb. 1200 m-re, közvetlenül az 528 m-es magassági pont alatt, a hegygerinc alatt 50 m-re, az É-i oldalban, a Csurgó bánya mellett van a bejárata. Az 5×2 m-es barlangbejárat egy É-i irányú sziklaborda K-i tövében található. Barlang jelzésű turistaút vezet hozzá. A barlang 60 m hosszú és 12–18 m magas. A kézirat barlangra vonatkozó része 1 irodalmi mű alapján lett írva.
Az 1976-ban kiadott, Bertalan Károly és Schőnviszky László által összeállított Magyar barlangtani bibliográfia barlangnévmutatójában meg van említve a Cserhát hegységben, a Naszály hegyen lévő barlang Násznép-barlang néven. A barlangnévmutatóban fel van sorolva 16 irodalmi mű, amelyek foglalkoznak a barlanggal. Az 1977. évi Karszt és Barlangban megjelent, Bajomi Dániel által írt tanulmány szerint a barlangban 2 troglofil ikerszelvényes faj él, a Orobainosoma flavescens és a Archiboreoiulus pallidus. Előfordul benne Onychiurus microchaetosus (ugróvillás rovar). A tanulmányban van egy Magyarország térkép, amelyen a Magyarországon lévő, biológiailag kutatott barlangok földrajzi elhelyezkedése figyelhető meg. A térképen látható a biológiailag részlegesen feldolgozott Násznép-barlang földrajzi elhelyezkedése. 18 állatfaj lett meghatározva a barlangból. A folyóirat 1977. évi különszámába bekerült a tanulmány angol nyelvű változata. Ebben a tanulmányban is közölve lett a térkép, amelyen Násznép a barlang neve.
Az 1983-ban kiadott, Eltűnő szigetek című könyvben az olvasható, hogy egy barlangrendszer leszakadt, helyesebben felszakadt része a Naszály hegy É-i oldalán található barlang. Az 1984-ben megjelent, Magyarország barlangjai című könyvben van egy Magyarország térkép, amelyen a Magyarországon lévő, biológiailag kutatott barlangok földrajzi elhelyezkedése figyelhető meg. A térképen látható a biológiailag részlegesen feldolgozott Násznép-barlang földrajzi elhelyezkedése. A kiadvány országos barlanglistájában szerepel a Naszályi-rögben lévő barlang Násznép-barlang néven. A listához kapcsolódóan látható a Dunazug-hegység barlangjainak földrajzi elhelyezkedését bemutató 1:500 000-es méretarányú térképen a barlang földrajzi elhelyezkedése. Ott van a biológiai szempontból részlegesen feldolgozott magyarországi barlangok között.
A MAFC Barlangkutató Csoport 1991-ben elkészítette a barlang térképét és közölte a barlang hiánypótló rövid leírását. A barlangot az 1994-ben történt, első lezárás óta néhányszor feltörték. A Naszály Barlangkutató Csoport 1995-ben bontotta néhány ponton az üreget, de jelentősebb továbbjutást nem ért el, viszont a bejárati terem ÉNy-i irányba tartó járatának agyagos-földes kőtörmelékkel kevert kitöltéséből rézkori cserépdarab került elő, amit a váci helytörténeti múzeumnak átadott. 1998. május 14-től a környezetvédelmi és területfejlesztési miniszter 13/1998. (V. 6.) KTM rendelete szerint a Duna–Ipoly Nemzeti Park Igazgatóság illetékességi területén, a Naszályi-rögben található Násznép-barlang az igazgatóság engedélyével látogatható. A barlang legújabb térképét a Pizolit Barlangkutató Sportegyesület 2002-ben készítette el.
A 2005-ben kiadott, Magyar hegyisport és turista enciklopédia című kiadványban önálló szócikke van a barlangnak. A szócikk szerint a Násznép-barlang védett természeti érték. A Vác felett emelkedő Naszályi-rög (népiesen Nagyszál) É-i oldalán, 513 m tszf. magasságban van a bejárata. Könnyen, a kék turistajelzésből kiágazó Ω (omega) jelzésen közelíthető meg hatalmas, 13×3 m-es bejárata. Több mint 220 m hosszú a triász mészkőben létrejött járatrendszer hossza. Ősidők óta ismerik, a legenda szerint nevét a tatár, vagy török elől menekülő násznép miatt kapta. Tatár Péter Regekunyhója című (1859) munkájának 12. számában Násznép-lyuk, vagy a templommá lett barlang címmel írta le a történetet. A Magyar Turista Egyesület Váci Osztálya 1934-ben készített utat a Násznép-barlanghoz.
2005. szeptember 1-től a környezetvédelmi és vízügyi miniszter 22/2005. (VIII. 31.) KvVM rendelete szerint a Duna–Ipoly Nemzeti Park Igazgatóság működési területén, a Naszályi-rögben található Násznép-barlang a felügyelőség engedélyével látogatható. A Duna–Ipoly Nemzeti Park Igazgatóság működési területén, a Naszályi-rögben elhelyezkedő és 5221/3 kataszteri számú Násznép-barlang, 2006. február 28-tól, a környezetvédelmi és vízügyi miniszter 8/2006. KvVM utasítása szerint, megkülönböztetett védelmet igénylő barlang. 2007. március 8-tól a környezetvédelmi és vízügyi miniszter 3/2007. (I. 22.) KvVM rendelete szerint a Duna–Ipoly Nemzeti Park Igazgatóság működési területén lévő Naszályi-rögben elhelyezkedő Násznép-barlang lezárt szakaszai az igazgatóság engedélyével tekinthetők meg. A Duna–Ipoly Nemzeti Park Igazgatóság működési területén lévő és 5221-3 kataszteri számú Násznép-barlang, 2012. február 25-től, a vidékfejlesztési miniszter 4/2012. (II. 24.) VM utasítása szerint, megkülönböztetetten védett barlang.
2013. július 19-től a vidékfejlesztési miniszter 58/2013. (VII. 11.) VM rendelete szerint a Násznép-barlang (Naszályi-rög, Duna–Ipoly Nemzeti Park Igazgatóság működési területe) lezárt szakaszai az igazgatóság hozzájárulásával látogathatók. 2013. augusztus 12-től a belügyminiszter 43/2013. (VIII. 9.) BM rendelete szerint a Pest megyei, kosdi, 5221-3 barlangkataszteri számú és 12077 lelőhely-azonosítójú Násznép-barlang régészeti szempontból jelentős barlangnak minősül. A Nyírő Ádám Artúr által 2015-ben írt szakdolgozatban meg van említve, hogy a Násznép-barlang azok közé a barlangok közé tartozik, amelyekről a szakirodalom alapján egyértelműen nem megállapítható, hogy késő bronzkori lelőhelyek-e, de eldönthetnék a kérdést további kutatások. 2021. május 10-től az agrárminiszter 17/2021. (IV. 9.) AM rendelete szerint a Násznép-barlang (Naszályi-rög, Duna–Ipoly Nemzeti Park Igazgatóság működési területe) lezárt szakaszai az igazgatóság engedélyével látogathatók. A 13/1998. (V. 6.) KTM rendelet egyidejűleg hatályát veszti.

## További irodalom
- Gánti Tibor: A Nagyszál hegység tudományos szemmel. Pestmegyei TSB Természetjáró Társadalmi Szövetség Hivatalos Lapja, 1953. 4. sz. Vác. 2. old.